# Sidi Ali Mellal
Sidi Ali Mellal là một đô thị thuộc tỉnh Tiaret, Algérie. Dân số thời điểm năm 2002 là 7.297 người.